# Armazéns do Chiado
Os Armazéns do Chiado, também referidos como Palácio Barcelinhos ou Grandes Armazéns do Chiado, são um edifício de comércio localizado na confluência da Rua do Carmo com a Rua Nova do Almada e a Rua Garrett, dando, na fachada oeste, para a Rua do Crucifixo, na freguesia de Santa Maria Maior, Lisboa.
O edifíco atual, é resultado da reabilitação dos Grandes Armazéns do Chiado, destruídos pelo Incêndio do Chiado de 1988. Atualmente o centro comercial conta com cerca de 50 lojas e restaurantes, numa área bruta locável de 13.976 m².
Os Armazéns do Chiado encontram-se incluídos na classificação da Lisboa Pombalina.

## História
Desde 1279 existia neste local uma antiga casa chamada de Espírito Santo da Pedreira, irmandade de nobres e mercadores judeus que promoviam a associação e a entreajuda financeira.  A denominação Pedreira advém do facto de no local se encontrar uma grande rocha que descia sobre o vale até ao que hoje se chama Baixa de Lisboa.
Tanto a casa, como o hospital da irmandade Espírito Santo da Pedreira e o espaço conventual adjacente se situavam na confluência da actual Rua Garrett com a Rua Nova do Almada tendo sofrido durante o século XVII diversas obras de reconstrução.
Com o Terramoto de 1755 o convento ficou em ruínas, pelo que a comunidade de religiosos foi transferida para o Convento das Necessidades até as obras ficarem concluídas. Como o regresso dos religiosos não ocorreu, passou o edifício a ter outras utilizações: primeiro o Palácio Barcelinhos e logo os Grandes Armazéns do Chiado. Estes últimos nasceram em 1894 e trouxeram a Lisboa um comércio cosmopolita que existia em Paris com um espaço comercial amplo e variado, desde a confecção e perfumaria e até à ourivesaria.
O empresário Nunes dos Santos foi proprietário dos Armazéns do Chiado na primeira metade do séc. XX.
Os Grandes Armazéns tornaram-se num local de sucesso e de referência para o comércio, ostentando a divisa "Ganhar pouco, servindo bem o público". Assim aconteceu por quase um século, tendo dado emprego a muita gente e servido muitos milhares de clientes.
O incêndio de 25 de Agosto de 1988 destruiu por completo o espaço, pondo termo a uma situação de falência técnica iminente e deixando umas centenas desempregados. O incêndio trouxe à luz do dia, no esventrado espaço, as antigas dependências do Convento do Espírito Santo onde se situavam o refeitório e arrecadações dos Armazéns.
O projecto "Grandes Armazéns do Chiado" desenvolve-se a partir de 1995, segundo o projecto de 1989 do arquitecto Álvaro Siza Vieira.
Reabilitada a estrutura e fachada exterior, o espaço foi reconvertido num moderno centro comercial, jamais augurando no entanto o êxito e a importância que os Armazéns gozaram antigamente.